# Sapsali
Sapsali är en hundras från Sydkorea. Rasen har traditionellt använts som tempelhund för att skydda mot onda andar. Under andra världskriget avlivades många hundar av de japanska ockupanterna. Under 1960-talet startades ett projekt för att rädda rasen och 30 individer inventerades, men rasen fortsatte att reduceras och på 1980-talet återstod endast åtta individer som ligger till grund för dagens ras. Rasen är nationellt erkänd av den sydkoreanska kennelklubben Korean Kennel Federation (KKF).